# Однажды в Нью-Йорке
«Однажды в Нью-Йорке» (англ. Song One) — американский драматический фильм 2014 года, написанный и срежиссированный Кейт Баркер и являющийся её режиссёрским дебютом.
Фильм был показан 20 января 2014 года на 30-м кинофестивале «Сандэнс» в 2014-м году и получил смешанно-отрицательные отзывы.

## Сюжет
Фрэнни Эллис (Энн Хэтэуэй) возвращается из Марокко чтобы увидеть своего брата Генри (Бен Розенфельд), находящегося в коме после того, как его сбила машина. Эллис прикладывает все усилия, чтобы вывести его из комы.

## В ролях
| Актёр                    | Роль                   |
| ------------------------ | ---------------------- |
| Энн Хэтэуэй              | Фрэнни Эллис           |
| Мэри Стинберджен         | Карен                  |
| Джонни Флинн             | Джеймс Форрестер       |
| Аль Томпсон              | Энди                   |
| Кристал Лоннеберг        | Друг Джеймса           |
| Стефано Вильябона        | любитель рок-концертов |
| Бен Рознфилд             | Генри Эллис            |
| Стив Антонакки           | бармен                 |
| Катрина Элизабет Перкинс | Женщина-хиппи          |
| Монна Сабури             | Бедуинская невеста     |
| Уолтер ДеФорест          | Руль Усы Швейцар       |
| Дж. Майкл Кент           | Татуированный хипстер  |
| Джессамин Келли          | Тесс                   |

## Критика
Однажды в Нью-Йорке получила смешанные отзывы критиков: 
- На сайте Rotten Tomatoes фильм имеет рейтинг в 32%, основываясь на 53 обзорах, со средней оценкой 5,2 из 10[4].
- Metacritic оценил фильм на 48 из 100 баллов, основываясь на 22 обзорах[5].